# Dorata inornatella
Dorata inornatella är en fjärilsart som beskrevs av August Busck 1904. Dorata inornatella ingår i släktet Dorata och familjen äkta malar. Inga underarter finns listade i Catalogue of Life.